# Mordella notatipennis
Mordella notatipennis es una especie de coleóptero de la familia Mordellidae.

## Distribución geográfica
Habita en Queensland Australia.